# Mesosemia fassli
Mesosemia fassli är en fjärilsart som beskrevs av Adalbert Seitz 1917. Mesosemia fassli ingår i släktet Mesosemia och familjen Riodinidae. Inga underarter finns listade i Catalogue of Life.